# يانينا ويكماير
يانينا ويكماير مواليد 20 أكتوبر 1989 في بلجيكا، هي لاعبة كرة مضرب بلجيكية بدأت مسيرتها كمحترفة سنة 2004 تلعب باليد اليمنى وتحتل حالياً المرتبة رقم. 55 (8 فبراير 2016) في تصنيف رابطة محترفات كرة المضرب. أعلى تصنيف لها في الفردي كان المركز الـ 12 في سنة 2010. شاركت في دورة الألعاب الأولمبية الصيفية.

## الخط الزمني للزوجي
مفتاح
| ف | ن | ن.ن | ر.ن | د# | د.م | ل | أ.أ | ت | غ | ب | ف | ذ | م.خ | ل.ت |

(ف) فاز بالبطولة (ن) وصل النهائي (ن.ن) نصف النهائي (ر.ن) ربع النهائي (د#) الأدوار الأربعة الأولى (د.م) دور المجموعات (ل) شارك في كأس ديفيز (أ.أ) خرج من الأدوار الاولى (ت) خسر التصفيات التأهيلية (غ) غاب عن الحدث أو البطولة (ب) حصل على ميدالية برونزية (ف) حصل على ميدالية فضية (ذ) حصل على ميدالية ذهبية (م.خ) بطولة الماسترز خُفضت إلى مرتبة أقل (ل.ت) البطولة لم تعقد في السنة المعينة.
لتجنب الارتباك وازدواجية الحساب، يتم تحديث هذه المعلومات إما في نهاية البطولة، أو عندما تكون مشاركة اللاعب في البطولة قد انتهت.
| الدورة                        | 2008 | 2009 | 2010 | 2011 | 2012 | 2013 | 2014 | ف-خ  |
| ----------------------------- | ---- | ---- | ---- | ---- | ---- | ---- | ---- | ---- |
| بطولة أستراليا المفتوحة للتنس |      | د1   | د2   | د1   |      | د2   | د1   | 2–5  |
| دورة رولان غاروس الدولية      | د1   | د1   |      |      | د1   |      |      | 0–3  |
| بطولة ويمبلدون                |      | د2   | د1   |      | د1   | د2   |      | 2–4  |
| أمريكا المفتوحة               | د1   | د1   | د1   |      |      | د1   |      | 0–4  |
| فوز-خسارة                     | 0–2  | 1–4  | 1–3  | 0–1  | 0–2  | 2–3  | 0–1  | 4–16 |

## وصلات خارجية
- يانينا ويكماير على موقع IMDb (الإنجليزية)
- يانينا ويكماير على موقع رابطة محترفات التنس (الإنجليزية)
- يانينا ويكماير على موقع الاتحاد الدولي لكرة المضرب (الإنجليزية)
- يانينا ويكماير على موقع كأس بيلي جين كينغ (الإنجليزية)
- يانينا ويكماير على موقع بطولة ويمبلدون (الإنجليزية)
- يانينا ويكماير على موقع خلاصة التنس.كوم (الإنجليزية)
- يانينا ويكماير على موقع إي إس بي إن.كوم (الإنجليزية)
- يانينا ويكماير على موقع اللجنة الأولمبية الدولية (الإنجليزية)
- يانينا ويكماير على موقع أوليمبيديا (الإنجليزية)
- يانينا ويكماير على موقع اللجنة الأولمبية البلجيكية (الهولندية)

- الموقع الرسمي